# Curve Overshooting Prevention Support
COPS staat voor: Curve Overshooting Prevention Support.
Dit is een beveiligingssysteem voor motorfietsen. Het werd ontwikkeld door AIDA (Applications of Integrated Driver Assistance). AIDA is een kenniscentrum van de Universiteit Utrecht. COPS is een systeem dat onderkent wanneer een motorrijder een bocht te snel nadert. Daarbij wordt gebruikgemaakt van gegevens van de snelheidsmeter en gps. COPS grijpt hierbij zelf in en vertraagt de motorfiets.